# Nijmeegse Studenten Sport Raad
De Nijmeegse Studenten Sport Raad (NSSR) is de belangenbehartiger van studentensport in Nijmegen. 
Als zodanig vertegenwoordigt de NSSR de bijna 15.000 studentensportkaarthouders van het Universitair Sportcentrum en de 39 Nijmeegse studentensportverenigingen. Die sportverenigingen vormen tevens de Algemene Vergadering van de NSSR en kiezen en benoemen jaarlijks een dagelijks bestuur. De NSSR heeft als doel het stimuleren van sport onder de studenten van de Hogeschool Arnhem Nijmegen en de Radboud Universiteit. 

## Geschiedenis
Sinds 1958 bestond binnen de gelederen van het NSC Carolus Magnus de Nijmeegse Student Sport Commissie (NSSC). Later werd de naam veranderd naar Nijmeegse Studenten Sport Raad en ging dit orgaan los van het NSC opereren. De opening van het universitair sportcentrum aan de Kwekerijweg was in 1966. Het aantal sportende studenten nam hierna toe en de studentensportverenigingen speelden in die ontwikkeling een grote rol. 
In 2003 werd het vernieuwde sportcentrum geopend en de NSSR vestigde zich in het hoofdgebouw, het Gymnasion. De begroting kwam voordien voor een gedeelte van het Sportcentrum, en vanaf 20 mei 2003 werd de NSSR een geheel zelfstandige koepelorganisatie. 
De NSSR is lid van Studentensport Nederland en heeft een zetel in de studentenraad van de Radboud Universiteit.